# 1189

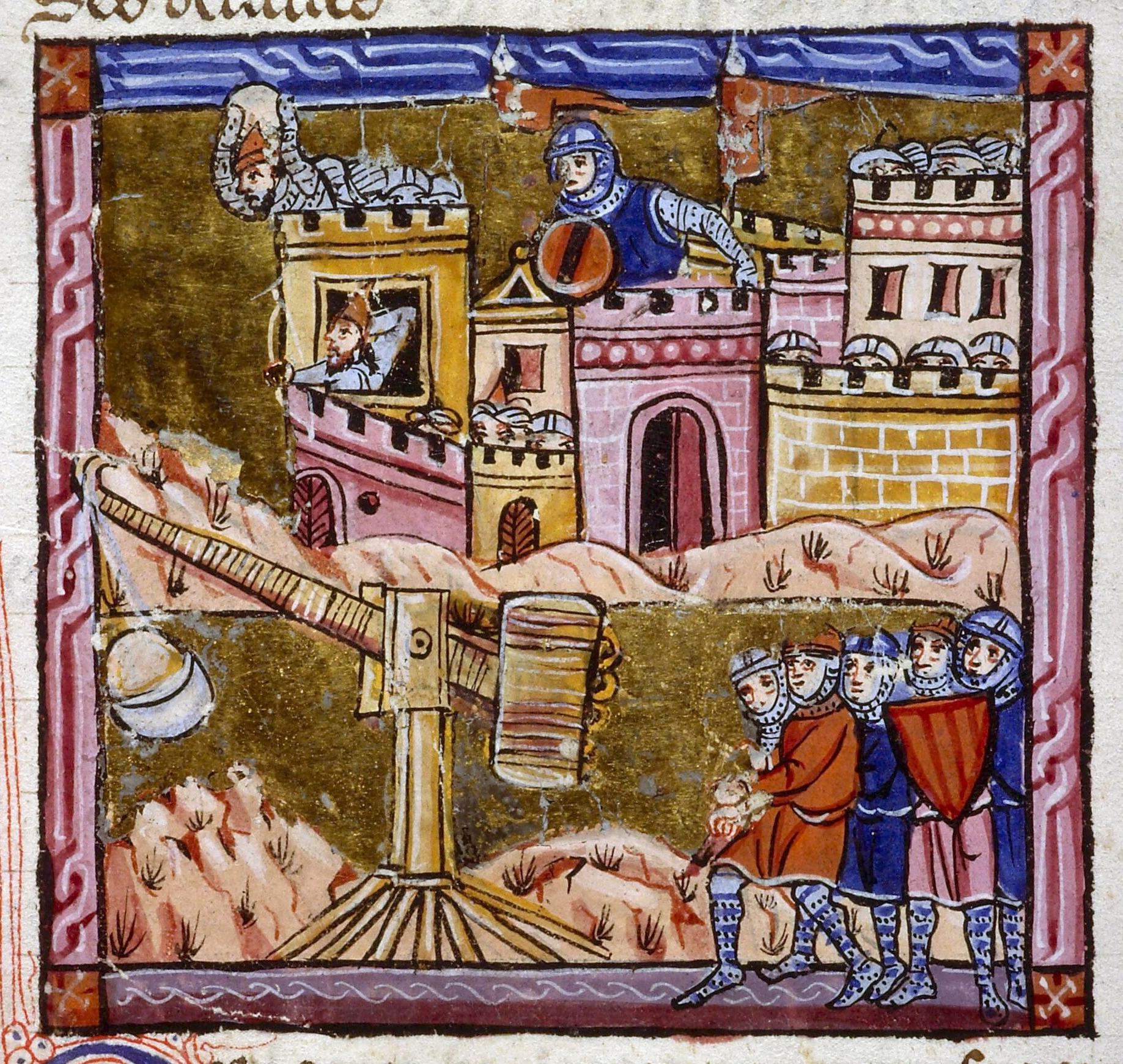
Beleg van Akko

Het jaar 1189 is het 89e jaar in de 12e eeuw volgens de christelijke jaartelling.

## Gebeurtenissen
april
- april Graaf Floris III van Holland vertrekt met andere edelen uit de Lage Landen voor de Derde Kruistocht.

mei
- 11 - Keizer Frederik Barbarossa vertrekt op kruistocht. Hij knoopt relaties aan met Stefan Nemanja, vorst der Serven.

juli
- 6 - Richard Leeuwenhart volgt zijn overleden vader Hendrik II op als koning van Engeland.

augustus
- 28 - Guy van Lusignan begint het Beleg van Akko (1189-1191).

september
- 3 - Tijdens de kroning van koning Richard keren de Engelsen zich tegen de aanwezige joden. Vervolgens trekken ze naar joodse huizen om die te plunderen, de bewoners worden gedood als ze proberen te ontsnappen.

oktober
- 1 - De grootmeester van de Tempeliers, de Vlaming Geraard van Ruddervoorde, sneuvelt voor Akko.

zonder datum
- Byzantijns Keizer Isaäk II Angelos verbindt zich met Saladin tegen de Derde Kruistocht en belet Frederik geruime tijd de doorgang.
- Keizer Renxiao van het Tangut rijk Xi Xia viert zijn vijftigjarig jubileum als vorst door meer dan honderdduizend sutra's uit te delen.
- Jan zonder Land trouwt met Isabella van Gloucester.
- Stadsbrand in Atrecht.
- oudst bekende vermelding: Attenhoven, Kemmel, Knesselare, Liestal, Neigem

## Opvolging
- Berg - Engelbert I opgevolgd door zijn zoon Adolf III
- Bohemen - Frederik opgevolgd door Koenraad II Otto van Moravië
- Engeland (kroning 3 september) en Normandië - Hendrik II opgevolgd door zijn zoon Richard Leeuwenhart
- Moravië-Brno - Koenraad II Otto opgevolgd door Spytihněv
- Savoye - Humbert III opgevolgd door zijn zoon Thomas I
- Sicilië - Willem II opgevolgd door Tancred van Lecce
- Song-dynastie - Song Xiaozong opgevolgd door Song Guangzong

## Afbeeldingen

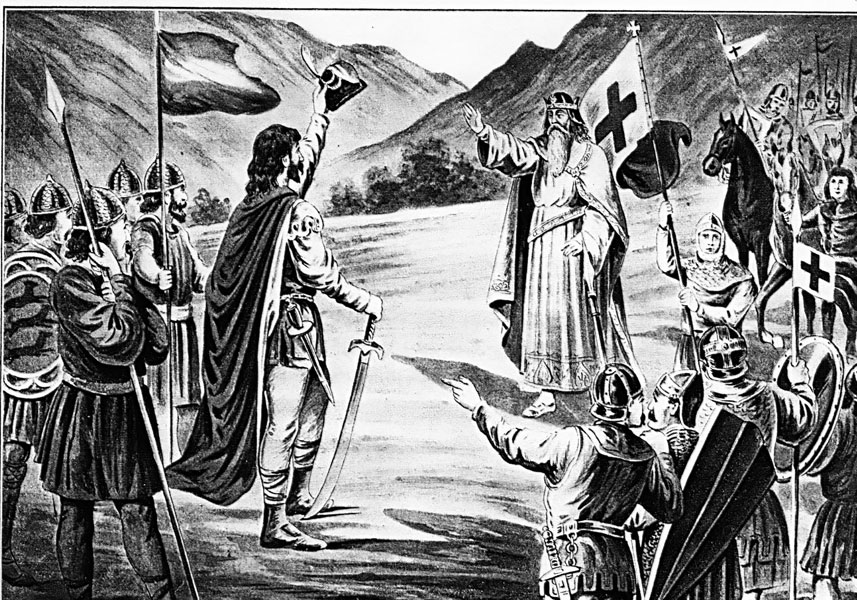
Frederik Barbarossa ontmoet Stefan Nemanja
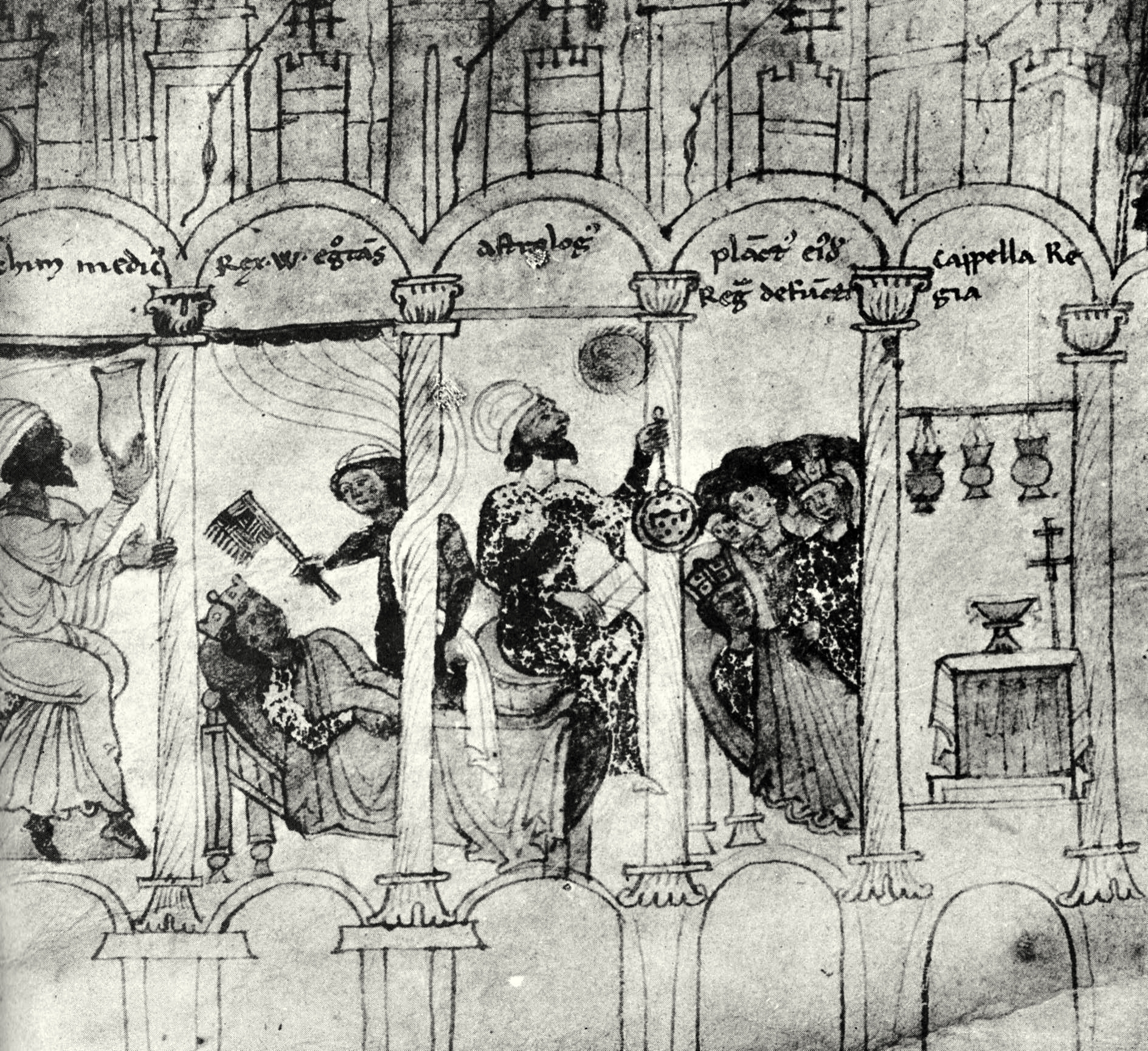
overlijden van Willem II
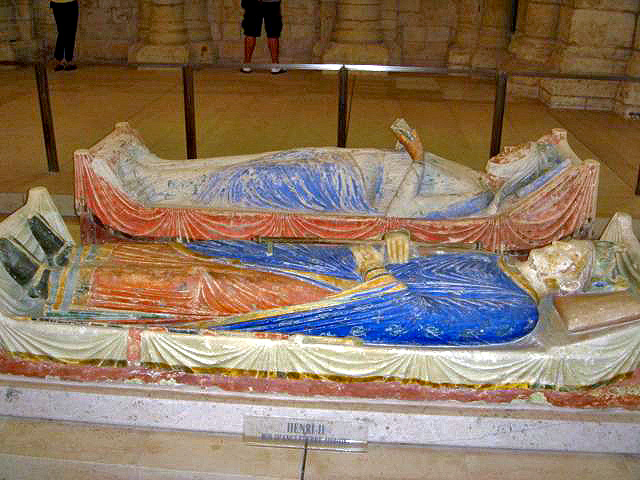
graftombe van Hendrik II en Eleanora van Aquitanië
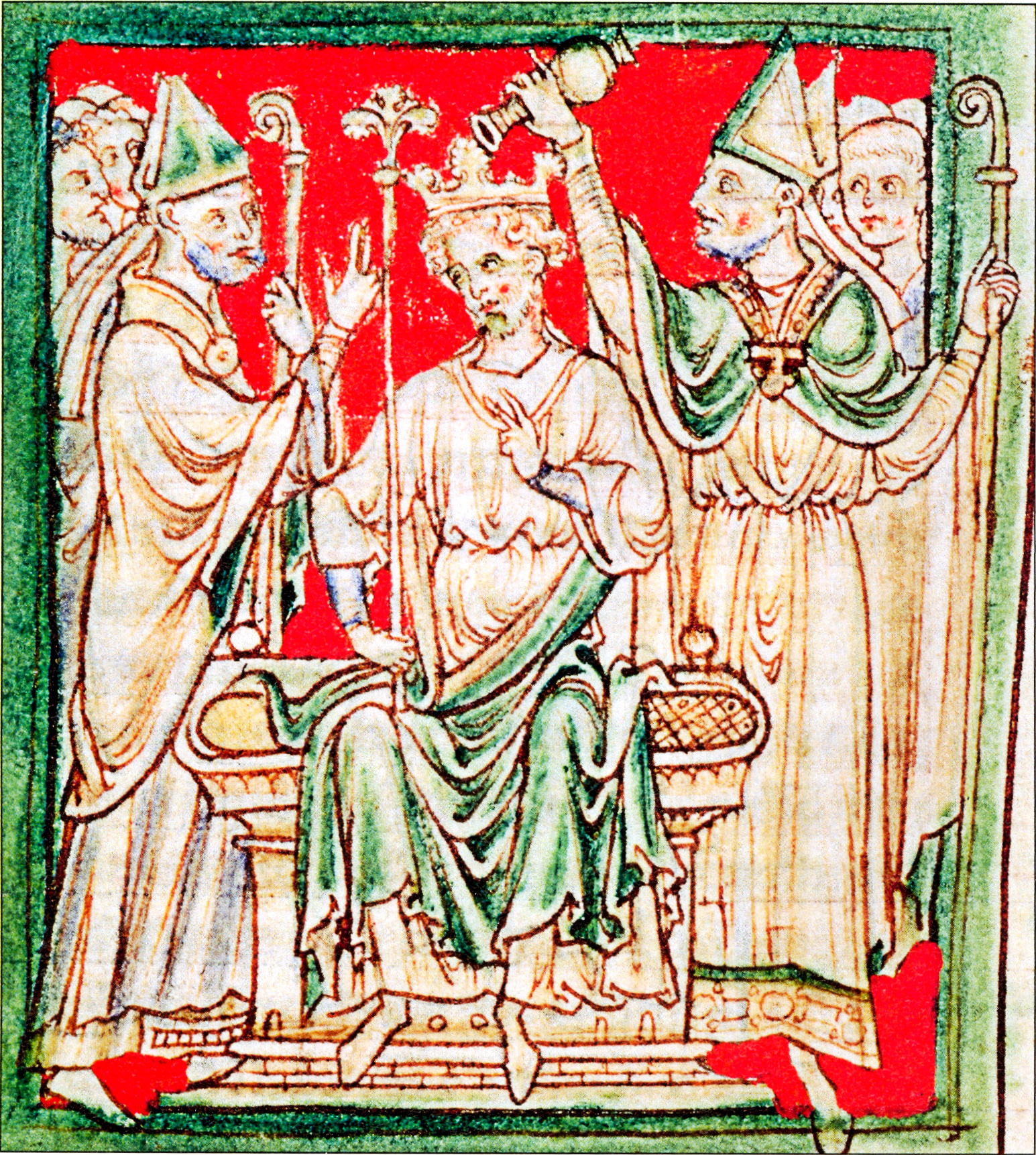
kroning van Richard Leeuwenhart

## Geboren
- Maria van Brabant, echtgenote van Otto IV (jaartal bij benadering)
- Ögedei Khan, grootkhan van de Mongolen (1229-1241) (jaartal bij benadering)
- Skule Bårdsson, Noors staatsman (jaartal bij benadering)

## Overleden
- 12 januari - Elisabeth van Hongarije (~39)
- 20 januari - Mechtilde van Heinsberg, Duits/Limburgs edelvrouw
- 17 mei - Minamoto no Yoshitsune (~29), Japans militair en staatsman
- 6 juli - Hendrik II (56), koning van Engeland (1154-1189)
- 12 augustus - Lodewijk III, graaf van Chiny
- 18 november - Willem II (~36), koning van Sicilië (1166-1189)
- Benkei (~34), Japans strijdmonnik
- Urraca van Castilië, echtgenote van Garcia IV van Navarra